# Gabriel Marcillac
Gabriel Felix Gerard Marcillac (* 9. August 1904 in Montpellier; † 4. Oktober 1984 in Châteauroux) war ein französischer Radrennfahrer.

## Sportliche Laufbahn
Marcillac war im Straßenradsport und im Bahnradsport aktiv. Als Amateur gewann er 1922 das traditionsreiche Rennen Paris–Évreux und wurde Zweiter im Circuit du Sud.
1925 gewann er das Eintagesrennen Paris–Contres, 1927 das Critérium des As, in dem er 1926 Zweiter hinter Francis Pélissier geworden war. Von 1923 bis 1933 war er Unabhängiger und Berufsfahrer.
Marcillac bestritt eine Reihe von Sechstagerennen. Dabei konnte er mehrfach Zweiter werden: 1926 in Berlin mit Erich Junge, 1927 in New York und Detroit mit Georges Faudet, 1928 in Paris mit Faudet. 1928 konnte er das Sechstagerennen von Marseille mit Georges Faudet als Partner gewinnen.